# Felipe Bianchi
Felipe Eugenio Bianchi Leiton (27 de mayo de 1965) es un periodista, comentarista deportivo de radio y televisión, y presentador de televisión chileno, Premio Nacional de Periodismo Deportivo de su país (2006).
Se desempeñó como director de Comunicaciones y Comunidades de los Juegos Panamericanos y Parapanamericanos Santiago 2023.

## Vida personal
Exalumno del Colegio San Juan Evangelista. Periodista en la Pontificia Universidad Católica de Chile. Durante sus años universitarios, fue compañero de Harold Mayne-Nicholls, con quien lo une una larga amistad. Estuvo casado con la también periodista Consuelo Saavedra. Actualmente está casado con la empresaria María Teresa Undurraga y tiene tres hijos.

## Carrera como periodista

### Medios escritos
Fue creador y editor durante los primeros cuatro años de la Zona de Contacto de El Mercurio, periódico donde también es columnista. También fue editor en el mismo diario de las secciones de deportes. Fue profesor de la Escuela de Periodismo de la Universidad Católica de Chile[cita requerida] y ha escrito columnas en diferentes medios escritos. 
Actualmente [¿cuándo?] es profesor de Periodismo en la Universidad Alberto Hurtado.

### Radio
Se desempeñó como director del área de deportes de Radio W, donde acompañó a Eduardo Bonvallet en El Juego de los Mejores (2003-2004). Trabajó en las radios Cooperativa (1989-1991 y 2011-2014), Rock & Pop, Radioactiva, donde condujo el programa Levántate y anda (2005-2007) y en Universo, emisora a la que regresó en marzo de 2008 para conducir el programa Vueltas por el Universo, junto a Pablo Mackenna y Sebastián Esnaola hasta diciembre de 2010.
Desde enero de 2011 hasta 2014 en la misma Universo condujo La hora del taco junto a Sebastián Esnaola e Ignacio Lira. Desde esa misma fecha se integra al clásico programa deportivo radial Al aire libre de Radio Cooperativa (en ese entonces radio "hermana" de Universo), volviendo a esa emisora ya que antes había estado en Ovación (1988-1989), antecesor de Al aire libre. Desde 2016 a 2018 trabaja en Sonar FM, donde conduce el programa Epa!, junto a Pablo Márquez.
En 2019, se une a Radio La Clave, en donde participó como panelista en el programa "Cónclave Deportivo" hasta agosto de 2019.

### Televisión
En televisión trabajó durante 1990 en TVN, pero se hizo conocido como panelista del programa Caiga quien caiga (2002-2004), de Mega, en sus primeras tres temporadas. En 2005, emigró a Chilevisión donde reemplazó a Aldo Schiappacasse -que emigró a Canal 13- en el programa La Última Tentación, el cual condujo durante una temporada.
Durante su estancia en Chilevisión estuvo a cargo de los segmentos deportivos de Chilevisión noticias en su edición central, y también ofició como conductor principal en la edición matutina entre 2010 y 2014; y en la edición central como reemplazo. En 2006 ganó el Premio Nacional de Periodismo Deportivo.
En marzo de 2014 se unió al panel del programa Tolerancia cero, en reemplazo de Cristián Bofill.
En 2016 deja Chilevisión y en octubre de ese año se une a Mega, donde estuvo en las secciones y eventos deportivos del canal. Estuvo en la señal hasta enero de 2020.
Desde agosto de 2018 a 2019 trabajó en Fox Sports Chile, y desde 2020 hasta 2022 en ESPN, donde fue parte de los programas ESPN Radio Chile, ESPN F90 Chile y ESPN Equipo F Chile. 
En 2021 protagonizó el misceláneo "Los Conductores", junto a sus viejos amigos y excompañeros de "CQC" Nicolás Larraín y Pablo Mackenna. Transmitido por la señal de cable Vía X, duró tan solo una temporada.
En marzo de 2022 asumió la conducción de Círculo central, junto a Mauricio Israel. El programa se transmite por la señal TV+.

### Internet
En 2022 se reúne nuevamente con sus antiguos compañeros Nicolás Larraín y Pablo Mackenna en el pódcast Larraín, Bianchi & Mackenna Ahogados, misceláneo de conversación sobre contingencia nacional e internacional, transmitido mediante la plataforma YouTube. El programa llegó a su fin en enero de 2023 luego de 115 episodios en vivo, por pérdida de auspicios y un nuevo proyecto de Larraín en TV cable.

## Controversias
Durante 2009, Bianchi fue acusado de generar polémicas artificiales en el blog que conducía dentro del sitio web EMOL, publicando comentarios bajo seudónimo para fustigar a usuarios de opiniones divergentes.
Durante la marcha del 8M de 2020 fue encarado por las organizadoras, quienes habían limitado la asistencia exclusivamente a mujeres. Bianchi no solo contravino la norma, sino que se hizo fotografías que luego compartió en sus redes sociales, atrayendo sobre sí el repudio de cibernautas, lo que le obligó a eliminarlas.
En Twitter es reconocido por bloquear (impedir el acceso, visualización o interacción con sus publicaciones) a la mayoría de usuarios con que discrepa. Un ejemplo es el exportero de la selección chilena de fútbol Nelson Tapia.
En 2023, participó como miembro en la organización de los Juegos Panamericanos de 2023 celebrados en Santiago de Chile, a cargo de la dirección de comunicaciones y comunidades. A pesar de que los juegos se celebraron entre octubre y noviembre de 2023, se mantuvo bajo contrato hasta septiembre de 2024. Ante las críticas, el periodista calificó las críticas como irresponsables y desinformadas, señalado que el legado de los juegos requiere de un largo trabajo postjuegos.

## Premios
| Premio                                  | Año  |
| --------------------------------------- | ---- |
| Premio Nacional de Periodismo Deportivo | 2006 |